# Neil Price
Neil Price (Hemel Hempstead, 26 settembre 1964) è un allenatore di calcio ed ex calciatore inglese, di ruolo difensore.

## Carriera

### Giocatore
Esordisce in prima squadra con il Watford nella stagione 1983-1984, in cui gioca 8 partite nel campionato di First Division, 2 partite in FA Cup (una delle quali nella finale della competizione, persa per 2-0 contro l'Everton, nella quale parte da titolare e viene sostituito nella ripresa) e 2 partite in Coppa UEFA. Nella parte finale della stagione viene inoltre ceduto in prestito al Plymouth, club di terza divisione, con cui gioca una partita in campionato ed una partita in FA Cup.
Nella stagione 1984-1985, invece, dopo un periodo senza presenze in partite ufficiali al Watford viene ceduto in prestito al Blackpool, in Fourth Division: qui gioca 13 partite, contribuendo alla conquista della promozione in terza divisione. La sua ultima stagione da professionista è la 1985-1986, nella quale gioca 3 partite con lo Swansea City, ultimo classificato nella Third Division 1985-1986. A causa di un infortunio ad un ginocchio abbandona quindi il professionismo, continuando però a giocare nelle serie minori, prima nel Wycombe (2 stagioni) e successivamente con Wealdstone e Staines Town (club in cui inizia anche la sua carriera da allenatore).

### Allenatore
Dopo la parentesi allo Staines Town, dal 1995 al 1997 allena l'Hendon, in Isthmian League (settima divisione); in seguito siede anche sulle panchine di Walton & Hersham ed Hemel H. Town (club semiprofessionistico della sua città natale), che ha lasciato per motivi lavorativi al termine della stagione 2000-2001 dopo aver conquistato una promozione dall'ottava alla settima divisione nella stagione 1999-2000.

## Palmarès

### Giocatore

#### Competizioni giovanili
- FA Youth Cup: 1

Watford: 1981-1982

#### Competizioni nazionali
- Isthmian League: 1

Wycombe: 1986-1987

### Allenatore

#### Competizioni nazionali
- Isthmian League Division Two: 1

Hemel Hempstead Town: 1999-2000